# Орден Звезды Иордании
Орден Звезды Иордании араб. وسام الكوكب الأردني‎ (Wisam al-Kawkab al-Urdani) — государственная награда Королевства Иордания за военные или гражданские заслуги.

## История
Орден был основан королём Иордании Абдаллой I ибн Хусейном 22 июня 1949 года в честь своего отца, короля Хиджаза Хусейна бен Али аль-Хашими.
23 сентября 1967 года в статут ордена были внесены изменения и добавлена степень Большой ленты.
Церемония награждения обычно проводится в День независимости Иордании — 25 мая.

## Степени
Орден имеет шесть классов:
| Класс                  | Орденская цепь | Большая лента | Великий офицер | Командор | Офицер | Кавалер |
| Орденская планка       |                |               |                |          |        |         |
| Постноминальные литеры |                | GCSJ          | GOSJ           | CSJ      | OSJ    | KSJ     |

- Цепь ордена — вручается членам королевской семьи, главам иностранных государств.
- Большая лента — вручается супругам глав иностранных государств, иностранным принцам и принцессам.

## Инсигнии
Знак ордена — семиконечная звезда, формируемая лучами разновеликой величины, сгруппированными по пять с бриллиантовой огранкой. Между группами лучей, поверх, размещено семь пятиконечных золотых звёзд. В центре звезды золотой круглый медальон с надписью чёрной эмали на арабском языке (الكوكب الأردني) и широким кантом зелёной эмали с надписью золотом на арабском языке. Знак при помощи переходного звена в виде пятиконечной звезды подвешивается к ленте.
Звезда ордена аналогична знаку.
Лента ордена зелёная, с пурпурными тонкими полосками, отстающими от края.

## Награждённые(не полный список)

### Grand Cordon
- Королева Нидерландов Беатрикс
- Королева Великобритании Елизавета II
- Фейсал аль-Файез
- Принц Иордании Хамза
- Принц Иордании Мухаммед
- Самир аль-Рифаи
- Эдвард, герцог Кентский
- Принцесса Норвежская Астрид
- Карл Филипп, принц Швеции (2003)[1]
- Мадлен, принцесса Швеции (2003)[2]
- Лилиан, герцогиня Халландская (2003)[2]
- Елена, герцогиня де Луго[3]
- Гавел, Вацлав, Президент Чехии
- Валентина Терешкова